# Марк Веттулен Цивика Барбар
Марк Веттулен Цивика Барбар (лат. Marcus Vettulenus Civica Barbarus) — римский политический деятель середины II века.
Его отцом был консул 106 года Секст Веттулен Цивика Цериал. Через мать Плавтию Барбар был сводным братом Луция Элия Цезаря.
Барбар занимал последовательно должности триумвира монетного двора, квестора и претора. В 157 году он был консулом вместе с Марком Метилием Аквиллием Регулом. В 164 году Барбар был одним из распорядителей на свадьбе Аннии Луциллы с Луцием Вером, состоявшейся в Эфесе. После этого в 164—166 годах принимал участие в войне с Парфией в качестве комита императора. Входил в состав коллегии жрецов Антонинов.